# Марс (космическая программа)
«Марс» — автоматические межпланетные станции, которые запускались СССР с 1960 по 1973 год с целью изучения планеты Марс и околопланетного пространства. Для резервирования и комплексности исследований запускали несколько серий АМС.
Официально было объявлено о запуске для исследования Марса АМС «Марс-1» из серии М-62 в 1962 году, АМС «Марс-2» и «Марс-3» серии М-71 в 1971 году, АМС «Марс-4», «Марс-5», «Марс-6», «Марс-7» серии М-73 в 1973 году. О неудачных запусках космических аппаратов серий М-60 (1М), М-62 (2МВ), М-64 (3МВ), М-69, М-71 Советский Союз не сообщал. Вышедшим на околоземные орбиты 62A и 62B американские специалисты дали названия «Спутник 22» и «Спутник 24». Вышедшая на межпланетную траекторию 3МВ-4 получила официальное наименование «Зонд-2», а вышедшая на околоземную орбиту М-71C получила наименование «Космос-419».
АМС первого и второго поколения разработаны в ОКБ-1. АМС третьего и четвёртого поколения разработаны в НПО им. Лавочкина.
Запуски АМС первого и второго поколения осуществлялись 4-ступенчатой ракетой-носителем среднего класса «Молния». Запуски АМС третьего и четвёртого поколений осуществлялись ракетой-носителем тяжёлого класса «Протон-К» с дополнительной 4-й ступенью — разгонным блоком Д.
Специально к запускам КА к Марсу был построен радиотехнический комплекс дальней космической связи АДУ-1000. За траекторией полёта станции следил также зеркальный телескоп Шайна диаметром 2,6 м (Крымская астрофизическая обсерватория).

## Серии КА
Космические аппараты первого поколения:
- М-60 («Марс 1960А», «Марс 1960Б») — пролётные станции проекта 1М. Два запуска в 1960 году были неудачными из-за аварий ракет-носителей.

Космические аппараты второго поколения:
- М-62 («Марс-1», «Марс 1962А», «Марс 1962B» — станции проекта унифицированных марсианско-венерианских АМС 2МВ. Посадочная «Марс-62A» 2МВ-3 и первая пролётная «Марс-62B» 2МВ-4 не были выведены на межпланетные траектории из-за аварий ракет-носителей. Вторая пролётная АМС 2МВ-4 «Марс-1» запущена к Марсу 1 ноября 1962 года, но в первые дни полёта космического аппарата по межпланетной траектории отказала система ориентации после утечки газа.
- М-64 («Зонд-2») — пролётная станция проекта унифицированных марсианско-венерианских АМС 3МВ (усовершенствованное второе поколение). АMC запущена к Марсу 30 октября 1964 года. Однако по причине неполного раскрытия солнечных батарей был зафиксирован пониженный уровень электропитания, приблизительно вдвое меньше ожидаемого. Станция не могла выполнить исследования Марса и получила название «Зонд-2».

Космические аппараты третьего поколения:
- М-69 («Марс 1969А», «Марс 1969В») — Серия М-69 состояла из двух тяжёлых АМС. Станции предназначены для исследования Марса с орбиты искусственного спутника (ИСМ). Первые в СССР и мире многотонные межпланетные станции. Обе АМС не были в 1969 году выведены на межпланетные траектории из-за аварий ракет-носителей «Протон».

Космические аппараты четвёртого поколения:
- М-71 — Серия М-71 состояла из трёх АМС, предназначенных для изучения Марса как с орбиты ИСМ, так непосредственно на поверхности планеты. Для этого АМС «Марс-2», «Марс-3» имели в своём составе как искусственный спутник — орбитальный аппарат (ОА), так и автоматическую марсианскую станцию, мягкая посадка которой на поверхность планеты осуществлялась спускаемым аппаратом (СА). Автоматическая марсианская станция комплектовалась первым в мире марсоходом ПрОП-М. АМС М-71C не имела спускаемого аппарата, должна была стать искусственным спутником Марса. АМС М-71С не была выведена на межпланетную траекторию и получила наименование как ИСЗ «Космос-419». «Марс-2», «Марс-3» запущены 19 и 28 мая 1971 года. Орбитальные аппараты «Марс-2» и «Марс-3» работали более восьми месяцев и успешно выполнили большую часть программы полёта искусственных спутников Марса (кроме фотосъёмки). Мягкая посадка спускаемого аппарата «Марс-2» закончилась неудачно, спускаемый аппарат «Марс-3» совершил мягкую посадку, но передача с автоматической марсианской станции прекратилась через 14,5 секунд.

Принципиально конструкция серии М-73 не отличалась от серии М-71. Проведена модернизация отдельных узлов и приборов.
- М-73 — Серия М-73 состояла из четырёх АМС, предназначенных для изучения Марса как с орбиты ИСМ, так непосредственно с поверхности планеты. В 1973 году увеличилась скорость, необходимая для вывода АМС на межпланетную траекторию. Поэтому ракета-носитель «Протон» не могла вывести АМС, состоящую из орбитальной станции — искусственного спутника Марса и спускаемого аппарата с автоматической марсианской станцией на траекторию, необходимую, чтобы приблизиться к Марсу, как было возможно в 1971 году. Космические аппараты «Марс-4» и «Марс-5» (модификация М-73С), должны были выйти на орбиту вокруг Марса и обеспечивать связь с автоматическими марсианскими станциями, которые несли АМС «Марс-6» и «Марс-7» (модификация М-73П). Запущены 21, 25 июля и 5, 9 августа 1973 года. «Марс-4» — исследование Марса с пролётной траектории (неудача, планировалось запустить спутник Марса). «Марс-5» — искусственный спутник Марса (частичная удача, время работы спутника около двух недель). «Марс-6» — облёт Марса и мягкая посадка автоматической марсианской станции, первые прямые измерения состава атмосферы, давления и температуры во время снижения спускаемого аппарата на парашюте (неудача, в непосредственной близости от поверхности Марса потеряна связь). «Марс-7» — облёт Марса и мягкая посадка автоматической марсианской станции (неудача, спускаемый аппарат пролетел мимо Марса).

## Технические задачи и научные результаты

### «Марс-1»

#### Технические задачи
Так как для своего времени проект «Марс» являлся первым в истории проектом такого масштаба, как освоение межпланетных пространств в области Земля-Марс, то перед ним вставал ряд технических вопросов — какой мощности и типа понадобятся двигатели и ракеты-носители для выведения на орбиту Земли необходимого полезного груза, как поведёт себя радиосвязь на больших расстояниях, с какими проблемами столкнётся электроника в условиях космической радиации межпланетного пространства в области Земля-Марс и многое другое.
В технические задачи «Марс-1» входили:
- отработка технологий межпланетных перелётов (вывод необходимого груза на земную орбиту, выход на траекторию к Марсу, различные коррекции траектории, пролёт орбиты Марса и т. д.);
- отработка технологий реактивной ракетно-космической техники для межпланетного перелёта (ракеты-носители, двигатели, системы ориентации и т. д.);
- отработка технологий электроники;
- отработка технологий радиосвязи на межпланетных расстояниях;[1]

Запуск на орбиту Земли успешно состоялся 1 ноября 1962 года, с космодрома Байконур, при помощи 4-ступенчатой ракеты-носителя среднего класса «Молния».
«Марс-1» был успешно выведен на траекторию полёта к Марсу.
За время полёта космического аппарата «Марс-1» по межпланетной траектории с ним был проведён 61 сеанс радиосвязи. При этом был получен большой объём телеметрической информации, а на его борт передано более 3000 команд.
Последний сеанс состоялся 21 марта 1963 года при удалении станции от Земли на 106 млн км. Неисправность системы ориентации не позволила направить антенны на Землю и далее осуществлять радиосвязь.
Исходя из баллистических данных, можно полагать, что 19 июня 1963 года неуправляемый «Марс-1» осуществил первый пролёт на расстоянии примерно 200 тыс. км от Марса и продолжил свой полёт вокруг Солнца.

#### Научные результаты
Вследствие отказа системы ориентации «Марс-1» не смог осуществить научное исследование Марса и околомарсианского космического пространства с пролётной траектории.
Тем не менее, в задачи первых «Марсов» входил не только пролёт вблизи Марса и непосредственное изучение планеты, но и исследование свойств межпланетного пространства между Землёй и Марсом где физические условия ещё не были известны.
Программа полёта «Марс-1» была выполнена частично, 21 марта 1963 года радиоконтакт с АМС был потерян. В этот момент «Марс-1» преодолел половину пути и находился в более чем ста миллионах километров от Земли, но успел передать важную информацию о межпланетном пространстве на большом расстоянии от нашей планеты. С помощью «Марс-1» впервые были получены данные о физических свойствах космического пространства между орбитами Земли и Марса: об интенсивности космического излучения, напряжённости магнитных полей Земли и межпланетной среды, о потоках ионизованного газа, идущего от Солнца, и о распределении метеорного вещества (космический аппарат пересек 2 метеорных потока).

### «Марс-2», «Марс-3»
Космические аппараты четвёртого поколения (серия М-71 — «Марс-2»/«Марс-3»). АМС дублировали друг друга.
Каждая АМС состояла из орбитального аппарата (ОА), спускаемого аппарата (СА) и марсоходов ПрОП-М.

#### Технические задачи
Главная техническая задача миссий «Марс-2» и «Марс-3» заключалась в доставке на орбиту и поверхность Марса автоматических марсианских станций и марсоходов, а также дальнейшее осуществление слаженной работы между ними.
Спускаемые аппараты и марсоходы советских АМС программы «Марс» не справились с возложенными задачами, в то время как орбитальные аппараты выполнили все основные поставленные перед ними технические программы. Из-за неудач спускаемых аппаратов главная техническая задача всей программы «Марс» — создание на Марсе работающего научного автоматического комплекса — не была решена.

##### «Марс-2»
Орбитальный аппарат АМС «Марс-2».
Успешно выполнил все основные этапы своей программы и свыше 8 месяцев проводил исследования Марса с орбиты, вплоть до исчерпания азота в системе ориентации и стабилизации (23 августа 1972 года). При подлёте к Марсу от «Марс-2» был отделен спускаемый аппарат, доставивший на поверхность планеты вымпел с изображением Государственного герба СССР.
Спускаемый аппарат АМС «Марс-2».
На поверхность планеты был отправлен в ноябре 1971 года. При посадке 27 ноября 1971 года аппарат разбился, став первым рукотворным объектом, доставленным на Марс.
Марсоход АМС «Марс-2» «ПрОП-М».
Был утерян вследствие аварии при посадке спускаемого аппарата.

##### «Марс-3»
Орбитальный аппарат АМС «Марс-3».
Успешно выполнил все основные этапы своей программы и свыше 8 месяцев проводил исследования Марса с орбиты, вплоть до исчерпания азота в системе ориентации и стабилизации (23 августа 1972 года).
Спускаемый аппарат АМС «Марс-3».
На поверхность планеты был отправлен в декабре 1971 года. 2 декабря 1971 года была произведена первая в истории успешная мягкая посадка на поверхность Марса. Вскоре после посадки станция начала передачу панорамы окружающей поверхности, но полученная часть панорамы представляла собой серый фон без единой детали. Через 14,5 секунд сигнал пропал. (По воспоминаниям академика М. Я. Марова сигнал пропал через 20 секунд).
Марсоход АМС «Марс-3» «ПрОП-М».
Был утерян вследствие потери связи со спускаемым аппаратом.

#### Научные результаты

##### Научная аппаратура
На борту орбитальных аппаратов «Марс-2» и «Марс-3» находилась научная аппаратура, предназначенная для измерений в межпланетном пространстве, а также для изучения окрестностей Марса и самой планеты с орбиты искусственного спутника:
- феррозондовый магнитометр;
- инфракрасный радиометр для получения карты распределения температуры по поверхности Марса;
- инфракрасный фотометр для изучения рельефа поверхности по измерению количества углекислого газа;
- оптический прибор для определения содержания паров воды спектральным методом;
- фотометр видимого диапазона для исследования отражательной способности поверхности и атмосферы;
- прибор для определения радиояркостной температуры поверхности в диапазоне 3,4 см, определения её диэлектрической проницаемости и температуры поверхностного слоя на глубине до 30—50 см;
- ультрафиолетовый фотометр для определения плотности верхней атмосферы Марса, определения содержания атомарного кислорода, водорода и аргона в атмосфере;
- счётчик частиц космических лучей;
- энергоспектрометр заряженных частиц;
- измеритель энергии потока электронов и протонов от 30 эв до 30 кэв.
- на «Марс-2» и «Марс-3» находились так же 2 фототелевизионные камеры с различными фокусными расстояниями для фотографирования поверхности Марса, а на «Марс-3» также аппаратура «Стерео» для проведения совместного советско-французского эксперимента по изучению радиоизлучения Солнца на частоте 169 Мгц.[1]

##### Научные измерения, исследования и эксперименты
Орбитальные станции «Марс-2» и «Марс-3» свыше 8 мес осуществляли комплексную программу орбитальных исследований Марса. Были проведены и получены следующие измерения и результаты:
- Исследования свойств поверхности и атмосферы Марса по характеру излучения в видимом, инфракрасном, ультрафиолетовом диапазонах спектра и в диапазоне радиоволн позволили определить температуру поверхностного слоя, установить её зависимость от широты и времени суток;
- На поверхности выявлены тепловые аномалии;
- Оценены теплопроводность, тепловая инерция, диэлектрическая постоянная и отражательная способность грунта;
- Измерена температура северной полярной шапки (ниже —110 °С).
- По данным о поглощении инфракрасной радиации углекислым газом получены высотные профили поверхности по трассам полёта.
- Определено содержание водяного пара в различных областях планеты (примерно в 5 тысяч раз меньше, чем в земной атмосфере).
- Измерения рассеянной ультрафиолетовой радиации дали сведения о структуре атмосферы Марса (протяжённость, состав, температура).
- Методом радиозондирования определены давление и температура у поверхности планеты.
- По изменению прозрачности атмосферы получены данные о высоте пылевых облаков (до 10 км) и размерах пылевых частиц (отмечено большое содержание мелких частиц — около 1 мкм).
- Фотографии позволили уточнить оптическое сжатие планеты, построить профили рельефа по изображению края диска и получить цветные изображения Марса, обнаружить свечение атмосферы на 200 км за линией терминатора, изменение цвета вблизи терминатора, проследить слоистую структуру марсианской атмосферы.[1]

##### Фотографии
Разработчики фототелевизионной установки (ФТУ) использовали неправильную модель освещения Марса. Поэтому были выбраны некорректные выдержки. Снимки получались пересветленными, практически полностью непригодными. После нескольких серий снимков (в каждой по 12 кадров) фототелевизионная установка не использовалась.

### «Марс-4», «Марс-5», «Марс-6», «Марс-7»
Изучение Марса в 1973—1974 гг, когда четыре советских КА «Марс-4», «Марс-5», «Марс-6», «Марс-7» практически одновременно достигли окрестностей планеты, приобрело новое качество.
Цель полёта: определение физических характеристик грунта, свойств поверхностной породы, экспериментальная проверка возможности получения телевизионных изображений и др.
Научные исследования, проведённые КА «Марс-4», «Марс-5», «Марс-6», «Марс-7» разносторонни и обширны. КА «Марс-4» провёл фотографирование Марса с пролётной траектории. «Марс-5» — искусственный спутник Марса. «Марс-5» передал новые сведения об этой планете и окружающем её пространстве, сделал качественные фотографии марсианской поверхности, в том числе цветные. Спускаемый аппарат «Марса-6» совершил посадку на планету, впервые передав данные о параметрах марсианской атмосферы, полученные во время снижения. КА «Марс-6» и «Марс-7» исследовали космическое пространство с гелиоцентрической орбиты. «Марс-7» в сентябре-ноябре 1973 года зафиксировал связь между возрастанием потока протонов и скорости солнечного ветра.
На фотоснимках поверхности Марса, отличающихся весьма высоким качеством, можно различить детали размером до 100 м. Это ставит фотографирование в число основных средств изучения планеты. Поскольку фотографирование проводилось с использованием цветных светофильтров путём синтезирования получены цветные изображения ряда участков поверхности. Цветные снимки также отличаются высоким качеством и пригодны для ареолого-морфологических и фотометрических исследований.
С помощью двухканального ультрафиолетового фотометра с высоким пространственным разрешением получены фотометрические профили атмосферы у лимба планеты в недоступной для наземных наблюдений области спектра 2600—2800 A. Эти профили помогли впервые обнаружить следы озона в атмосфере Марса (данные американских аппаратов «Маринер-6», «Маринер-7», «Маринер-9» по озону относились к твёрдой поверхности полярной шапки), а также заметное аэрозольное поглощение даже в отсутствие пылевых бурь. С помощью этих данных можно вычислить характеристики аэрозольного слоя. Измерения содержания атмосферного озона позволяют оценить концентрацию атомарного кислорода в нижней атмосфере и скорость его вертикального переноса из верхней атмосферы, что важно для выбора модели, объясняющей стабильность существующей на Марсе атмосферы из углекислого газа. Результаты измерений на освещённом диске планеты могут быть использованы для изучения её рельефа.
Исследования магнитного поля в околомарсианском пространстве, проведённые КА «Марс-5» подтвердили вывод, сделанный на основании аналогичных исследований КА «Марс-2», «Марс-3», о том, что вблизи планеты существует магнитное поле порядка 30 гамм (в 7-10 раз больше величины межпланетного невозмущённого поля, переносимого солнечным ветром). Предполагалось, что это магнитное поле принадлежит самой планете, и «Марс-5» помог получить дополнительные аргументы в пользу этой гипотезы.
Предварительная обработка данных КА «Марс-7» об интенсивности излучения в резонансной линии атомарного водорода Лайман-альфа позволила оценить профиль этой линии в межпланетном пространстве и определить в ней две компоненты, каждая из которых вносит приблизительно равный вклад в суммарную интенсивность излучения. Полученная информация даст возможность вычислить скорость, температуру и плотность втекающего в солнечную систему межзвёздного водорода, а также выделить вклад галактического излучения в линии Лайман-альфа. Этот эксперимент выполнялся совместно с французскими учеными.
По аналогичным измерениям с борта КА «Марс-5» впервые непосредственно измерена температура атомарного водорода в верхней атмосфере Марса. Предварительная обработка данных показала, что эта температура близка к 350°К.
Спускаемый аппарат «Марса-6» проводил измерения химического состава марсианской атмосферы при помощи масс-спектрометра радиочастотного типа. Вскоре после раскрытия основного парашюта сработал механизм вскрытия анализатора, и атмосфера Марса получила доступ в прибор. Сами масс-спектры должны были переданы после посадки и на Земле получены не были, однако при анализе параметра ток магнитоионизационного насоса масс-спектрографа, переданного по телеметрическому каналу в ходе парашютного спуска, было предположено, что содержание аргона в атмосфере планеты может составлять от 25 % до 45 %. (По уточнённым данным доля аргона в атмосфере Марса — 1,6 %). Содержание аргона имеет принципиальное значение для понимания эволюции атмосферы Марса.
На спускаемом аппарате осуществлялись также измерения давления и окружающей температуры. Результаты этих измерений весьма важны как для расширения знаний о планете, так и для выявления условий, в которых должны работать будущие марсианские станции.
Совместно с французскими учеными выполнен также радиоастрономический эксперимент — измерения радиоизлучения Солнца в метровом диапазоне. Прием излучения одновременно на Земле и на борту космического аппарата, удалённого от нашей планеты на сотни миллионов километров, позволяет восстановить объемную картину процесса генерации радиоволн и получить данные о потоках заряженных частиц, ответственных за эти процессы. В этом эксперименте решалась и другая задача — поиск кратковременных всплесков радиоизлучения, которые могут, как предполагается, возникать в далеком космосе за счёт явлений взрывного типа в ядрах галактик, при вспышках сверхновых звёзд и других процессах.

### Интересные факты
- В отличие от автоматических межпланетных станций серии «Маринер» корпус советских автоматических межпланетных станций Марс герметичный.
- В отличие от советских автоматических межпланетных станций Марс в автоматических межпланетных станциях «Маринер-6» — «Маринер-10» использовано большое количество интегральных схем.
- Во время тестирования бортовой аппаратуры АМС проекта М-73 было обнаружено, что электроника выходит из строя. Причиной сбоев стали транзисторы 2Т312 производства Воронежского завода полупроводниковых приборов. (Вводы транзисторов, по рацпредложению для экономии драгоценных металлов, стали делать не из золота, а из алюминия. Оказалось, что такие вводы окислялись примерно через шесть месяцев). Вся аппаратура была практически начинена такими транзисторами. Стоял вопрос о том, запускать АМС без замены транзисторов, которая заняла бы около полугода, или нет. Возможность запуска обсуждали на совещании у Келдыша, с участием представителей НПО Лавочкина. Под давлением руководства, ЦК, Совмина, было принято решение космические аппараты все-таки запускать[4].

### Советские и российские космические аппараты для исследования Марса

#### Нереализованные проекты
- «Марс-4НМ» — нереализованный проект тяжёлого марсохода, который должен был запускаться сверхтяжёлой ракетой-носителем Н-1, не введённой в эксплуатацию.
- «Марс-5НМ» — нереализованный проект АМС для доставки грунта с Марса, которая должна была запускаться одним запуском РН Н-1. Проекты 4НМ и 5НМ были разработаны в 1970 г с целью осуществления около 1975 г.
- «Марс-79» («Марс-5М») — нереализованный проект АМС для доставки грунта с Марса, орбитальный и посадочный модули которой должны были запускаться раздельно на РН «Протон» и стыковаться у Земли для отлёта к Марсу. Проект был разработан в 1977 г с целью осуществления в 1979 г.

#### Частично удачные запуски
- «Фобос» — две АМС для исследования Марса и Фобоса 1989 года нового унифицированного проекта, из которых ввиду отказов одна вышла из-под контроля на пути к планете, а вторая выполнила только часть марсианской программы и частично выполнила фобосную.

#### Неудачные запуски
- «Марс-96» — АМС на базе проекта «Фобос» в 1996 г. не была выведена на межпланетную траекторию из-за аварии РН «Протон».
- «Фобос-Грунт» — АМС нового унифицированного проекта для доставки грунта с Фобоса. Станция в 2011 г. не была выведена на межпланетную траекторию поскольку не произошло расчётного срабатывания маршевой двигательной установки перелётного модуля.

#### Планируемые запуски
- «Фобос-Грунт 2» — повторная, несколько изменённая миссия АМС для доставки грунта с Фобоса, планируемая к запуску после 2025 г.
- «Марс-нет»/MetNet — АМС с 4 новыми и 4 из проекта «Марс-96» малыми ПМ, планируемая к запуску в 2017 г.
- «Марс-Астер» — АМС для изучения Марса и астероидов с 2018 г.
- «Марс-Грунт» — АМС для доставки грунта с Марса около 2020—2033 гг.